# Elimaea melanocantha
Elimaea melanocantha är en insektsart som först beskrevs av Walker, F. 1869.  Elimaea melanocantha ingår i släktet Elimaea och familjen vårtbitare. Inga underarter finns listade i Catalogue of Life.